# Valverde de Alcalá
Valverde de Alcalá es un municipio y localidad española de la Comunidad de Madrid. El término municipal tiene una población de 553 habitantes (INE 2024).

## Historia

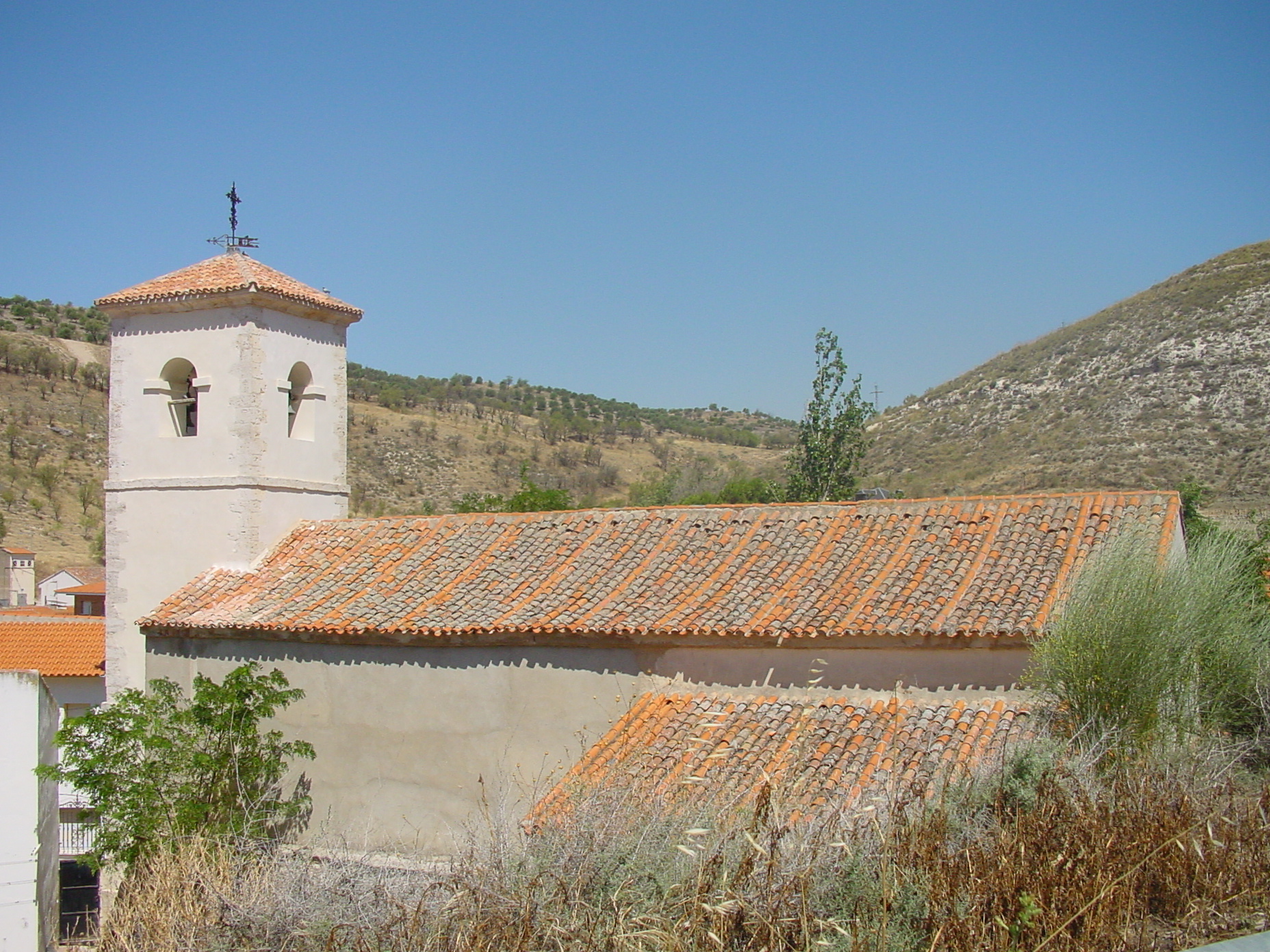
Vista lateral de la iglesia

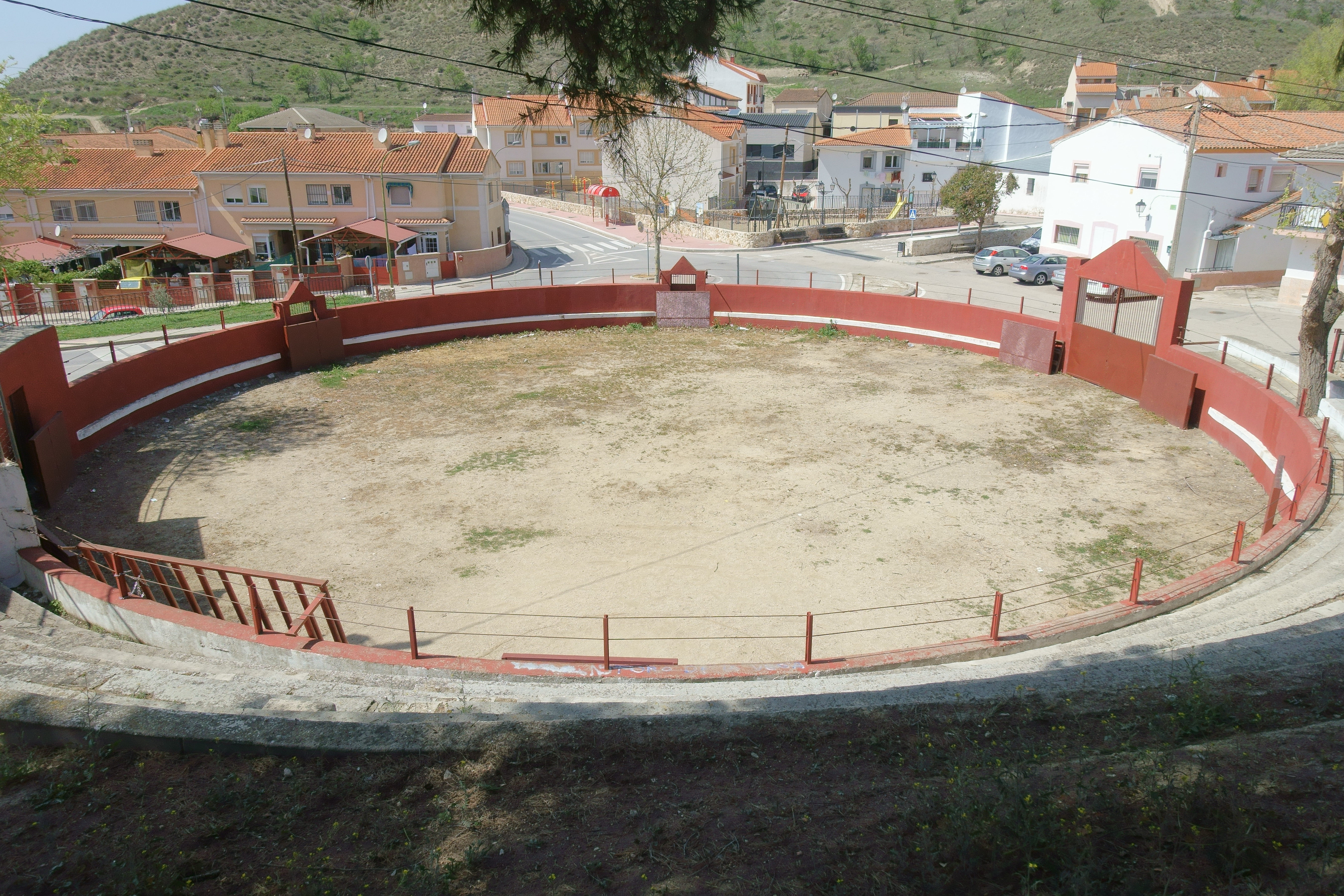
Plaza de toros

Se desconoce la época de fundación de Valverde aunque existe la tradición de que antiguamente se llamó Quejo. En realidad este nombre de Quejo corresponde a un área despoblada situada a unos 3 km al este de Pozuelo. Según la tradición, una peste obligó a la población a abandonar este lugar para trasladarse hasta su actual emplazamiento.
La primera referencia histórica sobre Valverde la tenemos en 1129 en el que el rey Alfonso VII de Castilla y su esposa Berenguela donan al arzobispado de Toledo la villa de Alcalá y sus “..villas, aldeas, como pertenece al real derecho”. A partir de este momento son constantes las referencias a Valverde como territorio perteneciente al Alfoz Complutense, compuesto por veinticinco aldeas.
Este régimen de comunidad terminó 1564, año en el que Valverde pasó a adquirir la categoría de villa eximida. De este modo la comunidad de villa y tierra de Alcalá dejó paso de a mediados del siglo XVI al “común de las veinticinco villas”.
Gracias a las Relaciones Topográficas de Felipe II, redactadas en el último cuarto del siglo XVI, poseemos una abundante y detallada descripción de la villa en esta época. Así tenemos que pertenecía al reino y arzobispado de Toledo, a la comarca y gobierno de Alcalá y a la chancillería de Valladolid. Tras una descripción de sus límites geográficos y su orografía, se indica que es una población agrícola que produce pan, vino, aceite y cáñamo y que hay una pequeña dehesa donde se cría ganado ovino. En total tenía cincuenta y seis casas y sesenta vecinos (entre 240 y 300 habitantes) que se dedicaban todos a la agricultura. También se hace una pequeña referencia a la arquitectura popular: ”...las casas de esta villa son de tierra y yeso y madera tosca y teja y son casas comunes y todos los materiales los hay en término de esta villa”. La organización política correspondía a dos alcaldes y un teniente gobernador, nombrados todos ellos por el Arzobispo de Toledo. La iglesia parroquial estaba bajo la advocación de Santo Tomé y a cargo de un cura. Posteriormente se hacen referencias a la finca de los Ángeles que comentaremos más adelante. En la edición consultada de las Relaciones topográficas se incluye un pequeño dibujo del pueblo proveniente del Archivo de Simancas.  En vista de los datos se puede afirmar que en los últimos cinco siglos no ha debido de cambiar mucho Valverde si los comparamos con la descripción que hace Quintano Ripollés en su Historia de Alcalá de Henares publicada en 1973:4
A mediados del siglo XIX, el lugar contaba con una población censada de 197 habitantes. La localidad aparece descrita en el decimoquinto volumen del Diccionario geográfico-estadístico-histórico de España y sus posesiones de Ultramar de Pascual Madoz de la siguiente manera:

VALVERDE: v. con ayunt.de la prov. y aud. terr. de Madrid (6 leg.), part. jud. de Alcalá de Henares (1 1/2), c. g. de Castilla la Nueva, dióc. de Toledo (14): sit. en la cumbre de 3 cerros que forman una llanada; la combaten con mas frecuencia los vientos N. y S., y su clima es sano, padeciéndose alguna que otra terciana. Tiene 35 casas inferiores; una plaza cuadrada; casa de ayunt. arruinada; escuela de primeras letras comun a ambos sexos, dotada con 600 rs.; una fuente de agua salobre , y una igl. parr. (Sto. Tomás) con curato de primer ascenso y de provision ordinaria: en los afueras está el cementerio ventilado y 2 fuentes de que usan los vec., y se hallan en el térm.; este confina N. Villalvilla; E. Corpa; S. Pozuelo, y O. Torres: se estiende 3/4 leg. de N. á S. y 1/.2 de E. á O. y comprende un cas. titulado de los Angeles, una ermita, y los cimientos de un conv. de templarios; 2 montes de roble, tomillo, jara, etc. que contendrán 70 obradas; otro mas pequeño entre estos 2, del cual saca 60 carros de leña la casa de los Angeles; una pequeña alameda á 400 pasos de la pobl.; 2 deh. de pastos tituladas el cuarto bajo, y Valdecarneros; algo de viñedo, diferentes olivares y un prado, que en otro tiempo fue huerta. El terreno es de mediana calidad: caminos de herradura que dirigen á los pueblos limítrofes: el correo se recibe en la cab. del part. por baligero. prod.: trigo, cebada, centeno, avena, vino, aceite y patatas mantiene; ganado vacuno y mular, y cria caza de liebres, conejos, perdices y otras aves. ind.: un molino harinero y fáb. de cal; el comercio está reducido á tiendas de los art. de primera nececidad. pobl.: 33 vec., 197 alm. cap. prod.: 2.330,150 rs. imp.: 82,652. contr.: 9'65 por 100.
(Madoz, 1849, p. 498)

Hasta la reforma de la nomenclatura municipal de 1916 el municipio se llamaba simplemente Valverde. En dicha fecha su nombre fue modificado por el de Valverde de Alcalá. A fecha del revisión del padrón de 1991, Valverde contaba con 225 habitantes que siguen dedicándose principalmente a la actividad agropecuaria. Los únicos edificios que cabe destacar son su iglesia parroquial, una pequeña plaza de toros y la finca que nos ocupa.

## Demografía
Cuenta con una población de 553 habitantes (INE 2024).
| Gráfica de evolución demográfica de Valverde de Alcalá entre 1842 y 2021 |
| |
| Población de derecho según los censos de población del INE Población de hecho según los censos de población del INEEn estos censos se denominaba Valverde: 1842, 1857, 1860, 1877, 1887, 1897, 1900 y 1910 |

## Transporte público
Efectúan parada dos líneas de autobús interurbanas:
| Línea | Recorrido                                |
| ----- | ---------------------------------------- |
| 232   | Alcalá de Henares – Torres de la Alameda |
| 260   | Alcalá de Henares - Ambite - Orusco      |

## Administración y política
El alcalde, del PP, es Gabino de Hago García.
El consistorio tiene los siguientes concejales (elecciones locales 2019)
- 4 del Partido Popular
- 3 de Ciudadanos

## Patrimonio
- Iglesia parroquial de Santo Tomás.[1]
- En las cercanías, ruinas del convento de Santo Tomás (Caserío de los Ángeles).